# NGC 2215
NGC 2215 ist ein Offener Sternhaufen vom Trumpler-Typ II2p im Sternbild Einhorn südlich des Himmelsäquators. Er hat eine Winkelausdehnung von 8,0' und eine scheinbare Helligkeit von 8,4 mag. 
Das Objekt wurde am 1. November 1785 von William Herschel entdeckt.